# Reksio
Reksio ist der Name einer polnischen Zeichentrickfilmserie für Kinder, welche von 1967 bis 1990 vom polnischen Zeichenstudio Studio Filmów Rysunkowych in Bielsko-Biała produziert wurde. Die Serie handelt von den Abenteuern des Hundes Reksio und seinen tierischen Freunden. Sie besteht aus zwei Staffeln mit 65 Folgen und drei Extrafolgen von jeweils ca. 8 bis 12 Minuten Länge. 1967 wurde die Serie das erste Mal in Polen und Griechenland ausgestrahlt. Die folgende Liste zeigt alle Erstausstrahlungen.
- Polen – 1967
- Griechenland – 1967
- Tschechien – 1977
- Russland – 1977
- England – 1990
- USA – 1990

## Episoden
Staffel 1
1. Reksio mehrsprachig (1967)
2. Reksio der Träumer (1969)
3. Reksio der Erzieher (1969)
4. Reksio Verteidiger (1970)
5. Reksio der Wohltäter (1970)
6. Reksio Stubenhocker (1971)
7. Reksio der Feuerwehrmann (1972)
8. Reksio der Athlet (1972)
9. Reksio Bergsteiger (1972)
10. Reksio der Wanderer (1972)
11. Reksio Schauspieler (1972)
12. Reksio Fernseher (1972)
13. Reksio der Astronaut (1972)
14. Reksio der Zauberer (1973)
15. Reksio die Krankenschwester (1973)
16. Reksio Rationalisierter (1973)
17. Reksio Schiffbrüchiger (1973)
18. Reksio der Maler (1973)
19. Reksio der Suchende (1973)
20. Reksio der Bademeister (1974)
21. Reksio der Detektiv (1974)
22. Reksio ist sauber (1974)
23. Reksio der Jäger (1974)
24. Reksio der Matrose (1974)
25. Reksio Medaillengewinner (1974)
26. Reksio der Friedensstifter (1974)
27. Reksio der Robinson (1975)
28. Reksio der Tröster (1975)
29. Reksio der Sänger (1975)
30. Reksio der Heiratsvermittler (1975)
31. Reksio der Zahnarzt (1976)
32. Reksio der Obstbauer (1976)
33. Reksio Kamerad (1976)
34. Reksio der Lehrer (1977)
35. Reksio der Retter (1977)
36. Reksio der Führer (1977)
37. Reksio der Gastgeber (1978)
38. Reksio und der Dackel (1978)
39. Reksio im Herbst (1979)
40. Reksio und das UFO (1979)
41. Reksio der Therapeut (1979)
42. Reksio der Komponist (1979)
43. Reksio renoviert (1980)
44. Reksio im Frühjahr (1980)
45. Reksio und die tragende Henne (1981)
46. Reksio der Skater (1981)
47. Reksio im Winter (1981)
48. Reksio und die Krähe (1981)
49. Reksio und der Hahn (1981)
50. Reksio und die Grille (1982)
51. Reksio und die Elster (1985)
52. Reksio und die Ameisen (1986)

Staffel 2: Reksio und die Vögel
1. Reksio und der Storch (1987)
2. Reksio und der Papagei (1987)
3. Reksio und die Taube (1987)
4. Reksio und die Stare (1987)
5. Reksio und der Gänserich (1987)
6. Reksio und die Drossel (1988)
7. Reksio und der Specht (1988)
8. Reksio und der Rabe (1988)
9. Reksio und die Dohlen (1989)
10. Reksio und der Kuckuck (1990)
11. Reksio und der Pfau (1990)
12. Reksio und der Pelikan (1990)
13. Reksio und die Eule (1990)